# Joaquín López Robles
Joaquín López Robles (León, 1882-Ibidem, 23 de octubre de 1964) fue un político y farmacéutico español. 
Fue concejal republicano en León, químico y boticario. Tras unas reñidas oposiciones, en las que probó su talento, alcanzó dos cátedras.
Ocupó una cátedra en el Instituto Masculino de Enseñanza Media «Padre Isla», de León, centro en el que desempeñó el cargo de director hasta su jubilación. Personalidad destacada en la vida leonesa durante más de un cuarto de siglo, tuvo una intensa vida pública a través de distintos organismos oficiales y asociaciones católicas. Desde su cargo de concejal alcanzó el de diputado provincial y alcalde de la ciudad de León. Dedicó una buena parte de su vida al servicio público. Falleció el 23 de octubre de 1964 en León.
En 1934, siendo presidente accidental de la Diputación Provincial de León y en vísperas de la tercera Asamblea en favor de los derechos de la Cuenca del Duero, afirmó: «Era en Castilla necesaria la vivificación de un regionalismo, pero no de un regionalismo romántico, secuela de la tradición, sino un regionalismo perenne, positivo, fundamentado en los nexos económicos».
Una céntrica calle de la ciudad de León lleva su nombre. 